# Massiel
María de los Ángeles Félix Santamaría Espinosa (Madrid, 2 d'agost de 1947), més coneguda amb el nom artístic de Massiel, és una cantant espanyola, guanyadora el 1968 del Festival d'Eurovisió amb el tema La, la, la (compost pel Dúo Dinámico), cançó que va interpretar en substitució de Joan Manuel Serrat, qui no va voler cantar-la en castellà.

## Discografia

### Senzills
- 1966 "Di que no/No sé por qué/Llueve/No comprendo"
- 1966 "Él era mi amigo"/"Sé que ríes al pensar"
- 1967 "Rosas en el mar" /"Llueve" /"Las estrellas lo sabrán" /"Hasta mañana"
- 1967 "Aleluya Nº1"
- 1967 "La moza de los ojos tristes"/"Mirlos, molinos y sol"
- 1968 "La La La"/"Pensamientos, sentimientos"
  - 1968 "La La La (Alemán)" Internacional
  - 1968 "La La La (Francés)" Internacional
  - 1968 "La La La"/"Pensamientos, sentimientos" Internacional
  - 1968 "La La La"/"He gives me love (La La La)" Internacional
  - 1968 "La La La"/"Las estrellas lo sabrán" Internacional
  - 1968 "La La La"/"Rosas en el mar" Internacional
  - 1968 "Pensamiento, sentimientos"/"La, La, La"/"Rosas en el mar"/"Aleluya" Colombia
- 1968 "Deja la flor"/"Sol de medianoche"
- 1968 "Las rocas y el mar"/"Vida y muerte"
- 1968 "Niños y hombres"/"A espaldas de mi pueblo"
- 1969 "Amén"/"Al volar"
- 1969 "Canciones" / "Cómo cantan las sirenas"
- 1969 “En busca de ti”
- 1970 "Detrás de la montaña"/Viejo marino"
- 1971 "Dormido amor"
- 1971 "Veinte aniversario: Palabras"
- 1971 "Volveré al mar"
- 1972 "Balada de María Sanders"/Balada de la comodidad"
- 1972 "Corriendo corriendo"
- 1973 "Rompe los silencios"/"Corriendo, corriendo"
- 1977 “Mi voz limita al norte”
- 1977 "Tu me preguntas si soy feliz"/"Para vivir"
- 1978 “Que te perdí, que te vas”
- 1981 "El Noa-Noa"/"El Amor"
- 1981 “Esclava de ti”
- 1982 "Eres” / “De 7 a 9"
- 1982 "Tiempos difíciles"/"Loca"
- 1983 "Marinero"/"Otra mujer"
- 1983 "Brindaremos por él"/"Ay la nena"
- 1983 "Más fuerte"/"Basta de peleas"
- 1984 "Acordeón"
- 1984 "Voy a empezar de nuevo"/"Te fuiste"
- 1985 "Vaca pagana"/"Popurrí"
- 1985 "Rosas en el mar"
- 1985 "Qué más quisiera yo"
- 1986 "Volverán"/"Hoy me he propuesto pensar en ti"
- 1986 "Lo que cambié por ti"/"Poco después de las 12 de un 20 de marzo”
- 1986 “La última bandera”
- 1986 “Mi fiesta”
- 1990 “El vacío que deja el amor”
- 1990 “Soy más yo”
- 1990 "Ese es mi pueblo"
- 1990 “Deslizes”
- 1990 “Sueños”
- 1990 “Loco de Zamba”
- 1990 “El Suceso”

#### Àlbums
- 1967 Massiel (LP)
- 1969 Canciones de la película "Cantando a la vida" / Massiel en Beatleland
- 1970 Massiel en México
- 1972 Baladas y canciones de Bertolt Brecht
- 1975 Viva...
- 1976 Carabina 30-30
- 1977 Alienación
- 1979 Massiel en México
- 1981 Tiempos difíciles
- 1983 Corazón de hierro
- 1984 Sola en libertad
- 1985 Massiel en des... concierto (directe Teatro Alcalá)
- 1986 Desde dentro
- 1990 Deslizes
- 1993 Cheque en blanco
- 1997 Desátame
- 1997 Vivencias (México)
- 2007 Massiel canta Bertolt Brecht (reedició)

#### Compilats
- 1968 Volando alto (Venezuela)
- 1968 Massiel es diferente (Uruguay i Bolivia)
- 1972 Lo mejor de Massiel
- 1992 Massiel
- 1997 Autorretrato: Lo mejor de Massiel
- 1998 Massiel, Pop de los 60
- 1998 Grandes éxitos
- 1998 Mis momentos (México)
- 1999 Todas sus grabaciones para Discos Polydor (1976-1977)
- 2003 Sus primeros años (1966-1975) 2 CD
- 2008 Sus dos grandes álbumes: "Viva" (1975) i "Deslizes" (1990)
- 2009 Sólo éxitos (Chile)
- 2009 Grandes éxitos
- 2010 Sus años en Hispavox (1981-1986) 3 CD
- 2013 El Temperamento
- 2018 Orígenes

## Filmografia
- 1966 Vestida de novia
- 1967 Codo con codo
- 1967 Días de viejo color
- 1968 Cantando a la vida
- 1969 El taxi de los conflictos, dirigida per José Luis Sáenz de Heredia i Mariano Ozores
- 1977 Viva/muera Don Juan Tenorio
- 1987 La vida alegre
- 1994-1996 Ay señor señor (serie TV)
- 1999 Muertos de risa
- 2015 Joana Biarnés, una entre todos (documental)
- 2017 Las chicas del televoto (Spot Netflix)
- 2019 Aute retrato (documental)